# Adnan Khankan
Adnan Khankan (* 1. Mai 1994 in Damaskus) ist ein syrischer Judoka. Er trägt den 1. Dan.

## Leben
Khankan stammt aus der syrischen Hauptstadt Damaskus und begann mit Judo im Alter von 10 Jahren mit einem Freund seines Vaters. Nachdem er seinen ersten lokalen Wettkampf gewonnen hatte, wechselte er später in die syrische Junioren-Nationalmannschaft und nahm an internationalen Meisterschaften teil. Aufgrund des Bürgerkriegs in Syrien floh Khankan im September 2015 über die Balkanroute von Damaskus über den Libanon nach Deutschland. Am Bertolt-Brecht-Berufskolleg Duisburg schloss er später eine Ausbildung als Klimatechniker ab. Khankan lebt mit seiner Familie in Bergheim und trainiert in Köln.
Seit 2022 wird er durch das IOC-Stipendienprogramm für Flüchtlingsathleten gefördert. Als Mitglied der Olympischen Mannschaft der Flüchtlingsathleten nahm Khankan zum ersten Mal an den Olympischen Sommerspielen 2024 in Paris teil. Das internationale Flüchtlingsteam besteht 2024 aus 36 Athletinnen und Athleten verschiedener Nationen. Davon leben 10 als Flüchtlinge in Deutschland. Die Judokas im Refugee Olympic Team wurden von Vahid Sarlak, einem ehemaligen Flüchtling aus dem Iran und Judo-Trainer in Deutschland trainiert.

## Sportliche Karriere
Khankan kämpft im Halbschwergewicht, der Gewichtsklasse unter 100 Kilogramm.  Er begann seine internationale Karriere 2014 bei den Asian Games in Incheon, Südkorea und nahm seit seiner Flucht nach Deutschland an zahlreichen europäischen und internationalen Wettbewerben teil.
Am 1. August 2024 unterlag Khankan in seinem ersten olympischen Wettkampf gegen den Schweizer Daniel Eich und schied somit aus.